# Петрецький Василь Васильович
Васи́ль Васи́льович Петре́цький (нар. 16 липня 1943, Хуст) — український художник, графік, монументаліст, іконописець, педагог.

## Життєпис
Народився 16 липня 1943 року у Хусті. У 1958—1961 роках навчався у Київській художній школі імені Тараса Шевченка. По її закінченні, у 1961 році вступив до Київського державного художнього інституту на відділ станкової графіки, який закінчив у 1967 році. За час навчання наставниками митця були Василь Касіян, Георгій Якутович, Михайло Дерегус.
Усе своє професійне життя присвятив педагогічній діяльності — з 1969 року й до сьогодні викладає у Ужгородському коледжі мистецтв імені А. Ерделі Закарпатської академії мистецтв. Творчий доробок художника надзвичайно багатий і розмаїтий: від пейзажів і натюрмортів до стінопису, іконописних робіт та портретів. У жанрі натюрморту прості, на перший погляд, квіти та стиглі фрукти під віртуозним пензлем митця трансформуються в привабливі полотна. Пейзажі художника яскраві, старанно виписані до дрібниць, надзвичайно оптимістичні. У жанрі портретного живопису йому вдається буквально зазирнути в душу людини, яку зображує, і передати це на полотні.
Картини митця характеризуються оригінальністю задуму, особистим відчуттям сюжету, виконані впевненим, легким пензлем, наповнені глибиною почуттів. Особливе місце у творчому доробку В. Петрецького займають ікони. Його роботи ортодоксальні, створені за зразком давніх живописних традицій. Так, у Свято-Миколаївському чоловічому монастирі с. Іза-Карповтлаш на Хустщині є роботи митця «Воскресіння Ісуса Христа», «Образ Пресвятої Богородиці Тверської».
В. Петрецький відомий і як майстер книжкової графіки. Він оформив чимало книг різних жанрів, присвячених закарпатському фольклору та етнографії, зокрема, збірники казок «Таємниця скляної гори» (1975), «Зайчиків дзвіночок» (1997), збірник пісень «Заспіваймо коломийку» (1995), а також творів закарпатських письменників Ф. Потушняка, Ю. Мейгеша та інших. Оригінальними і цікавими за композицією є настінні розписи художника у колишньому піонерському таборі «Молода гвардія» в Одесі, в санаторії «Поляна» у Сваляві (у співавторстві з художником І. Дідиком), роботи декоративного панно в техніці інтарсії для педагогічного училища м. Мукачева.
Член Об'єднання професійних художників Закарпаття.